# Visimo-Oetkinsk
Visimo-Oetkinsk (Russisch: Висимо-Уткинск) is een plaats (posjolok (selskogo tipa)) (tot 2005 nederzetting met stedelijk karakter) in het gemeentelijk district Prigorodny van de Russische oblast Sverdlovsk. De plaats ligt aan de rivier de Mezjevaja Oetka (zijrivier van de Tsjoesovaja) op 62 kilometer ten zuidwesten van Nizjni Tagil.
In 1771 stichtte Akinfi Demidov een ijzer verwerkende fabriek aan de Mezjevaja Oetka. De eerste inwoners van de plaats waren afkomstig uit de provincies Nizjni Novgorod, Poltava en Tsjernigov en uit Arzamas en Toela.
In de 19e eeuw vormde deze fabriek bestuurlijk onderdeel van de oejezd Verchoetoerje van het gouvernement Perm. De fabriek was toen onderdeel van de fabrieken van Nizjni Tagil, die toebehoorden aan Anatoli Demidov. De fabriek produceerde slechts weinig geraffineerd ijzer en verwerkte verder (gerold) ijzer uit de puddelfabriek van Visimo-Sjajtansk. De fabriek bereikte haar hoogtepunt eind 19e eeuw. Tussen 1895 en 1897 werd een smalspoor aangelegd van Nizjni Tagil naar Visimo-Oetkinsk. In 1912 werd de fabriek van Visimo-Oetkinsk gesloten. Tijdens de collectivisatie werd er een kolchoz opgezet in de plaats, gevolgd door een bosbouwbedrijf in 1952, hetgeen nog steeds de belangrijkste economische activiteit van de plaats is.
Aan het einde van de 19e eeuw woonden er 2574 mensen, in 1969 ongeveer 2000 en momenteel minder dan 1000. In de plaats bevonden zich toen een orthodoxe kerk, een kapel, een school en verschillende winkels.